# 四箇村 (新潟県古志郡)
四箇村（しかむら）は、かつて新潟県古志郡にあった村。

## 沿革
- 1889年（明治22年）4月1日 - 町村制施行に伴い古志郡槇下村、槇山村、槇山与次兵衛新田、巻島村が合併し、四箇村が発足。
- 1906年（明治39年）4月1日 - 古志郡川西村と合併し、上川西村となり消滅。